# Пирка
Пирка (нем. Pirka) — город  в Австрии, в федеральной земле Штирия.
Входит в состав округа Грац.  Население составляет 2969 человек (на 31 декабря 2005 года). Занимает площадь 9,43 км². Официальный код  —  60633.

## Политическая ситуация
Бургомистр коммуны — Хаймо Хофгартнер (СДПА) по результатам выборов 2005 года.
Совет представителей коммуны (нем. Gemeinderat) состоит из 15 мест.
- СДПА занимает 9 мест.
- АНП занимает 5 мест.
- АПС занимает 1 место.